# Kornerup Sogn
Kornerup Sogn er et sogn i Lejre Provsti (Roskilde Stift).
I 1800-tallet var Svogerslev Sogn anneks til Kornerup Sogn. Begge sogne hørte til Sømme Herred i Roskilde Amt. Kornerup-Svogerslev sognekommune blev ved kommunalreformen i 1970 delt, så Kornerup blev indlemmet i Lejre Kommune og Svogerslev i Roskilde Kommune.
I Kornerup Sogn ligger Kornerup Kirke.
I sognet findes følgende autoriserede stednavne:
- Kornerup (bebyggelse, ejerlav)